# Editorial Seix Barral
Seix Barral es una compañía editorial con sede en Barcelona que otorga anualmente el Premio Biblioteca Breve para novelas inéditas, el Premio Crónicas Seix Barral para crónicas periodísticas y el Premio Nuevos Escritores Digitales. Desde 1982 forma parte del Grupo Planeta.

## Historia
Fundada en Barcelona en 1911 como empresa de artes gráficas, sus primeras obras fueron sobre historia y literatura juvenil. En 1955, Víctor Seix y Carlos Barral refundaron la empresa e inauguraron La Biblioteca Breve, colección preferentemente narrativa en la que aparecieron traducciones de autores extranjeros y que tuvo un papel clave en la divulgación de los autores del «Boom» de la literatura hispanoamericana de los años 60. El Premio Biblioteca Breve de Novela, creado en 1958, aspiró a promover obras de carácter renovador y dio reconocimiento a autores del «Boom» (Mario Vargas Llosa, Guillermo Cabrera Infante, Carlos Fuentes), pero también a los narradores españoles del momento (Luis Goytisolo, Juan Marsé, Juan Benet); el certamen dejó de convocarse en 1973, pero inició una segunda etapa en 1999. En 1982 Seix Barral pasó a formar parte del Grupo Planeta.

## Bookcrossing
La editorial Seix Barral participa en el movimiento internacional bookcrossing y en 2008 liberó más de mil libros que han sido premiados en diferentes ediciones del Premio Biblioteca Breve en catorce ciudades españolas, así como en Buenos Aires, Córdoba, Rosario y Ciudad de México. La iniciativa se enmarcó en el 50.º aniversario de este premio.